# Kanton Boulogne-sur-Mer-Sud
Boulogne-sur-Mer-Sud (Nederlands: Bonen-Zuid) is een voormalig kanton van het Franse departement Pas-de-Calais. Het kanton maakte deel uit van het arrondissement Boulogne-sur-Mer. Het is opgeheven bij decreet van 24 februari 2014 met uitwerking in 2015. De gemeenten werden verdeeld over de kantons Boulogne-sur-Mer-1 en Boulogne-sur-Mer-2

## Gemeenten
Het kanton Boulogne-sur-Mer-Sud omvatte de volgende gemeenten:
- Baincthun (Baingten)
- Boulogne-sur-Mer (Bonen) (deels, hoofdplaats)
- Echinghen (Essingem)
- La Capelle-lès-Boulogne
- Saint-Martin-Boulogne (Sint-Maarten bij Bonen)